# Herentia majae
Herentia majae är en mossdjursart som beskrevs av Berning, Tilbrook och Rosso 2008. Herentia majae ingår i släktet Herentia och familjen Escharinidae. Inga underarter finns listade i Catalogue of Life.